# Betoyokauman
Betoyokauman is een bestuurslaag in het regentschap Gresik van de provincie Oost-Java, Indonesië. Betoyokauman telt 2451 inwoners (volkstelling 2010).